# Villaralbo (kommunhuvudort)
Villaralbo är en kommunhuvudort i Spanien.   Den ligger i provinsen Provincia de Zamora och regionen Kastilien och Leon, i den centrala delen av landet, 200 km nordväst om huvudstaden Madrid. Villaralbo ligger 641 meter över havet och antalet invånare är 1 672.
Terrängen runt Villaralbo är platt.Runt Villaralbo är det ganska glesbefolkat, med 38 invånare per kvadratkilometer. Närmaste större samhälle är Zamora, 5,3 km väster om Villaralbo. Trakten runt Villaralbo består till största delen av jordbruksmark.